# Georg August Goldfuss taxonjai

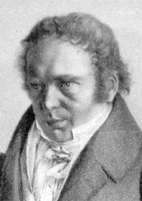
Georg August Goldfuss

Ezen a listán azok a taxon nevek szerepelnek, amelyeket Georg August Goldfuss (1782 – 1848) alkotott. Azok a taxon nevek, amelyek nincsenek belinkelve, manapság csak szinonimaként használtak (az alábbi lista nem teljes):

## Emlősök

### Erszényesek
- erszényesnyestfélék (Dasyuridae) Goldfuss, 1820
- erszényesnyestformák (Dasyurinae) Goldfuss, 1820
- Dasyurini Goldfuss, 1820
- Phascolomyidae Goldfuss, 1820 - vombatfélék

### Méhlepényesek

#### Párosujjú patások
- Hippotragus jubata (Goldfuss, 1824) - fakó lóantilop
- szarvasfélék (Cervidae) Goldfuss, 1820
- szarvasformák (Cervinae) Goldfuss, 1820
- Ozotoceros bezoarticus leucogaster (Goldfuss, 1817)
- Cervus bezoarticus leucogaster Goldfuss, 1817 - Ozotoceros bezoarticus leucogaster

#### Ragadozók
- Arceus Goldfuss, 1809 - ajakos medve

#### Főemlősök
- Sapajus nigritus (Goldfuss, 1809)

## Hüllők

### Pteroszauruszok
- Rhamphorhynchus muensteri (Goldfuss, 1831)
- Ornithocephalus muensteri Goldfuss, 1831 - Rhamphorhynchus muensteri

### Pikkelyes hüllők
- Thecadactylus Goldfuss, 1820

## Kétéltűek
- Caledon Goldfuss, 1820 - Proteus
- Caledon anguinus Goldfuss, 1820 - barlangi vakgőte
- szalamandrafélék (Salamandridae) Goldfuss, 1820
- Triton taeniatus Goldfuss, 1820 - pettyes gőte

## Halak
- Lebias Goldfuss, 1820 - Aphanius